# Генерал (фильм, 1992)
«Генера́л» — российский биографический фильм 1992 года о советском военачальнике времён Великой Отечественной войны, Герое Советского Союза, генерале армии Александре Васильевиче Горбатове (1891—1973).

## Сюжет
О драматичной судьбе генерала: армия, арест, лагерь, реабилитация и снова армия — когда, несмотря ни на что, Александр Васильевич сумел выжить и сохранить честь и достоинство офицера. В основе — военные мемуары А. В. Горбатова, впервые опубликованные в 1965 году. Многие персонажи фильма — исторические.

## В ролях
- Владимир Гостюхин — генерал А. В. Горбатов
- Алексей Жарков — Лев Мехлис
- Александр Хочинский — Борис Пастернак
- Сергей Чурбаков — лейтенант Авдошин
- Владимир Меньшов —  Г. К. Жуков
- Ирина Акулова — Нина Александровна Горбатова, жена
- Светлана Коновалова — Татьяна Юрьевна, вдова комдива К. П. Ушакова
- Евгений Карельских —  К. К. Рокоссовский
- Игорь Шаповалов — С. К. Тимошенко
- Владимир Романовский — Н. С. Хрущёв
- Михаил Бычков — Коннов'
- Юрий Маляров — Грузенберг
- Вячеслав Гуренков — Ивашечкин
- Эдуард Фрибус — Колька, взводный
- Василий Попов — генерал-майор Л. Н. Гуртьев
- Виталий Базин — комиссар
- Леонид Реутов — Суровкин
- Александр Боровиков — Цветков
- Михаил Левкоев — Маркевич
- Марина Гаврилко — Любовь Сергеевна
- Вячеслав Мелехов — генерал-лейтенант
- Владимир Пермяков — капитан-особист

## Съёмочная группа
- Авторы сценария: Игорь Николаев, Василий Соловьёв
- Режиссёр: Игорь Николаев
- Оператор: Николай Жолудев
- Художники: Юрий Кашанский, Игорь Николаев
- Звукооператор: Анатолий Елисеев
- Композитор: Алексей Николаев